# 千社札

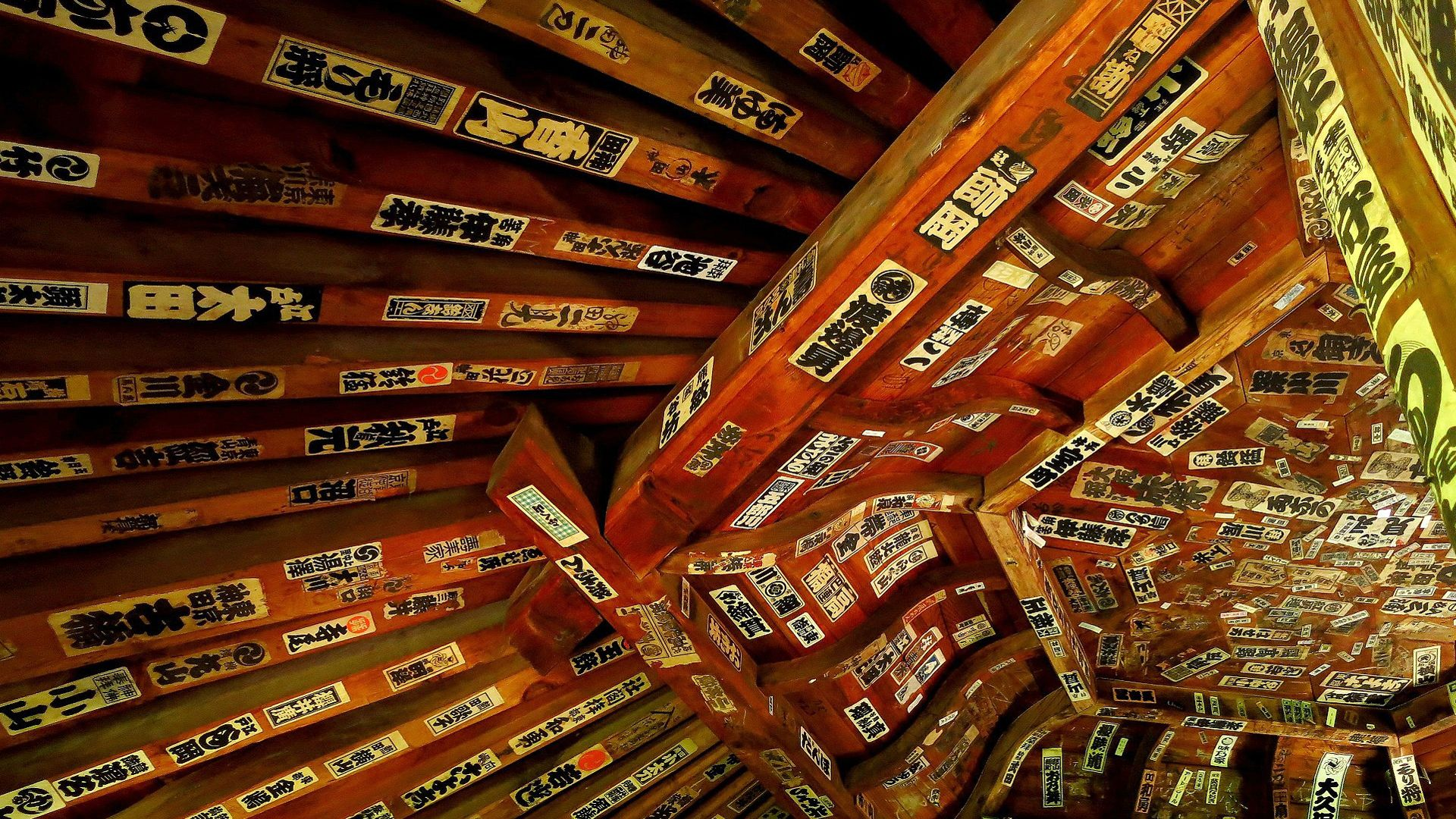
千社札（会津さざえ堂）

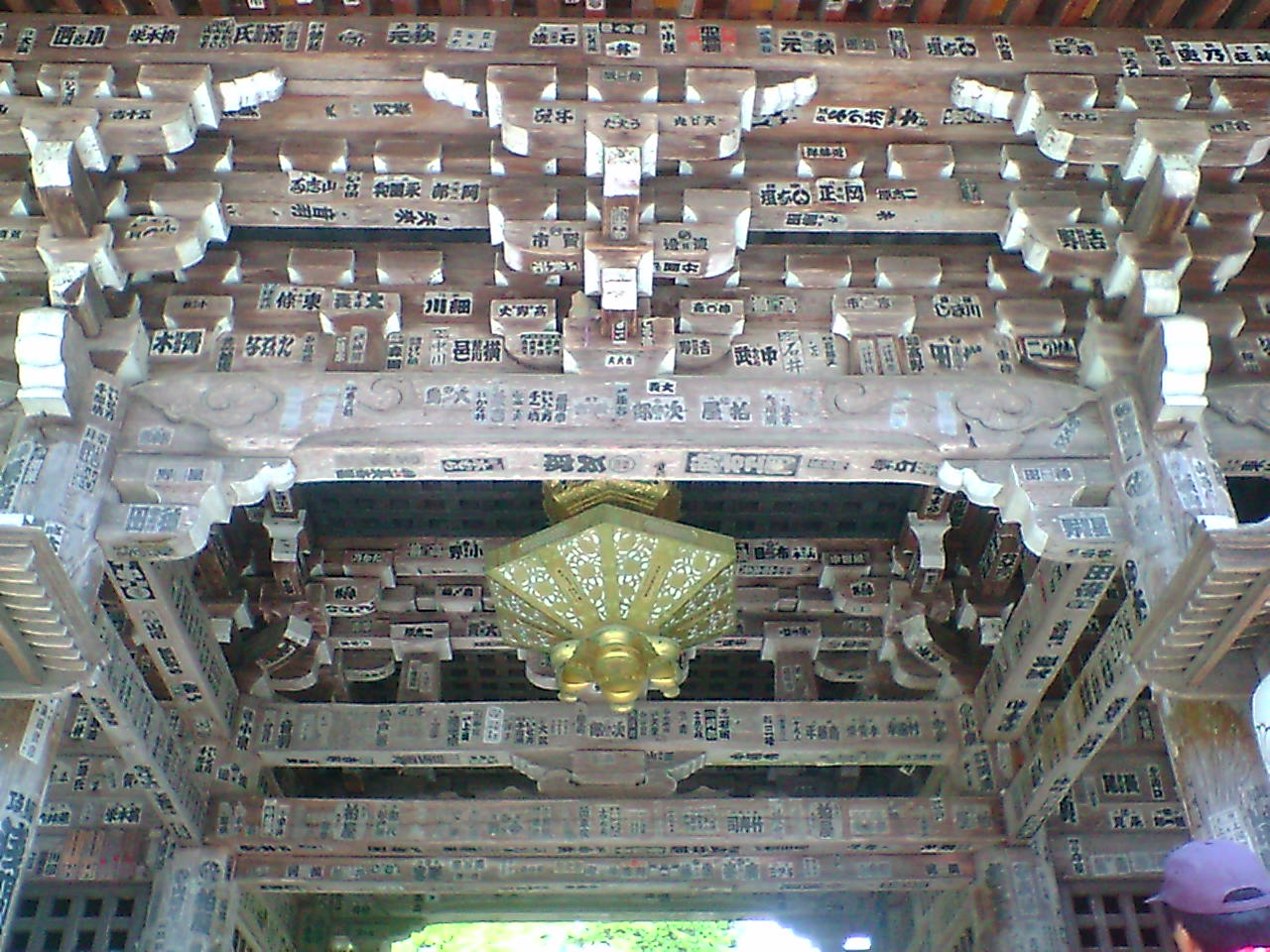
千社札（華厳寺）

千社札（せんじゃふだ）とは、神社や仏閣に参拝を行った記念として貼る物で、自分の名前や住所を書き込んだお札のことである。おさめふだ、納札（のうさつ）ともいう。

## 概要
千社札は紙で作られることが多いが、木札や金属製の物も存在する。江戸時代中期以降に流行しており、次第に手書きから木版製に移行し、浮世絵の技法や意匠を取り入れるなど豪華なものが作られる世になった。近年ではシール状の物が多く、ゲームセンター等に設置されている専用機から名前等を入力して作成することも可能である。実際に貼る時には、相応の許可を得るか、貼っても良いことを確認する必要がある。
神社仏閣に納札する為の単色刷りで、屋号や土地名、模様と名前をスミ刷にした貼札（はりふだ）と呼ばれる題名札と、複数色を使い、錦絵のようなデザインにも凝った色札（いろふだ）と呼ばれる交換納札がある。歌川芳兼や梅素亭玄魚らが得意としていた。
題名札が貼られている間は、参籠（さんろう。宿泊参拝）と同じ功徳があるとの民間信仰から、日帰り参拝者が参籠の代わりに自分の札を貼ったことから始まり、神社仏閣の許可と御朱印を得た上で千社札を貼るのが本来の慣わしである。
通常は目立つ所に貼るが、「隠し貼り」といって、風雨に晒されず目立たない所に貼ることもある。手軽に作れることから、本来の用途と異なる用途で使用されることもある。

## 歴史
元々、「六十六部廻国聖」が法華経の納経において、全国六十六か所の社寺に納経した時に、証明書として発行されたのが始まりで、それが木で出来た札に変わり、そのあと庶民が紙で出来たシールのようなものを張るようになった。その起源は平安時代にさかのぼる。聖千社札は江戸時代から庶民の間で流行したものだが、古くは空海にまつわる四国八十八ヵ所の霊場の参拝や、各地にある観音霊場に巡礼した際、そのしるしとして、巡礼の名称や自分の住所・氏名・年齢、同行者名を記した木や紙の札を納めたことに因むといわれている。
安永年間（1772年〜1781年）の江戸に奇人として知られた天愚孔平という人物がおり、文化9年（1812年）に曲亭馬琴が本人から聞き書きした話によれば、孔平は若かりし頃から暇になると江戸近郊の寺社に参詣し、記念の落書きとして柱や壁に自分の名前を書き残していた。やがて筆でサインするのが面倒になり「鳩谷天愚孔平」と大書した、今日の週刊誌サイズの木版ポスターを大量に刷り、サインの代わりに貼るようになった。この奇行が反響を呼び、千社札のブームが発生したという。また、千社札の剥がされにくい高さや貼り方などを最初に考案したのも孔平だという。
ブームによって各所で千社札のグループが作られ、争うように千社札が貼られるようになった。愛好家の間では、互いの千社札を持ち寄り交換するなど、しだいに信仰から離れ、趣味としての意味合いが強くなっていった。中には有名な浮世絵師に作成を依頼するなどして家業が傾くものまで現れたため、江戸幕府は奢侈なものとして、庶民の千社札の交換会を禁止するようになった。しかし、こうした規制もあまり効果が見られなかったようで、その後も庶民の間の流行として千社札が作られた。
天保年間（1831年〜1845年）になって、大錦を16分割した短冊形の規格が作られ、錦絵と区別するための枠が入れられるようになった。

## 寸法
千社札（一丁札）の紙寸法は、幅一寸六分（48ミリ）、高さ四寸八分（144ミリ）。一丁札の中に、子持ち枠と呼ばれる罫囲みがあり、この中に文字などを入れる。子持ち囲みは外枠が太枠、内が細枠。比率はいずれも1:3となっている。札の上部に余白を開ける。
ほかに、連札（れんふだ）と呼ばれる、横幅が二枚分の二丁札、そして三丁札、八丁札など大きさもいろいろある。元となる奉書全判は十六丁で、紙寸法は395×530ミリ。この紙全体を切らずに一枚のもので作った札を16丁札といい、通常はこの紙を短辺を半分にして、これを左右8分割して、全判を16分割したものを一丁札（いっちょうふだ）という。

## 書体
千社札に使われる文字の書体は、江戸文字の「籠文字」が用いられる。小さく入れる場合は、「寄席文字（よせもじ）」も使われる。浮世絵と同じ木版画によって摺られる。

## 抜け
神社や仏閣に奉納した千社札は天井や壁に貼られてゆき、長い年月が経過して紙の空白部分が腐食すると墨の印刷された部分のみが残る。これを「抜け」という。

## 近年における千社札
最近では手軽に作れるシール形式の千社札が急増しており、宗教的な用途以外にも、名札の代わりにしたり、気合を込めるの意味で『太鼓の達人』のプレイに使用する自作の桴に貼り付けたりと様々な用途が生み出されている。

### 迷惑とされる行為
シールによる千社札の普及が、古くからある千社札の伝統や決まりを乱していると批判の対象になっている。
他人の千社札の上に貼る
特に「抜け」た跡に貼る場合などは、自覚無しに上貼りされることもある。
色札を貼る
本来は墨の単色刷りのもののみを貼るべきであり、目立つこのような札は貼るべきではない。さらに、悪質なものでは必要以上に名前以外の文字・絵を描いて宣伝に利用される場合もある。
はがしにくいシールを用いる
千社札は施設の都合により剥がされることもあることを考慮に入れ、そのような場合でも建物を傷つけない接着物を用いる必要がある。
指定文化財に貼る
文化財指定を受けた神社仏閣に千社札を貼る行為は文化財保護法に抵触する（史跡名勝天然記念物・重要文化財の場合5年以下の懲役若しくは禁錮又は30万円以下の罰金）。